# Mell Lazarus
Mell Lazarus (3 de mayo de 1927- 24 de mayo de 2016) fue un novelista e historietista estadounidense, conocido por haber creado dos tiras de prensa, Miss Peach (1957–2002) y Momma (1970–presente). Para su tira Pauline McPeril (una colaboración con Jack Rickard entre 1966 y 1969), usó el seudónimo Fulton, que es también el nombre de un personaje de su novela, The Boss Is Crazy, Too.

## Premios
Lazarus ejerció de Presidente de la National Cartoonists Society en dos ocasiones consecutivas desde 1989 a 1993. Ganó el Premio de la División Sociedad Nacional de Caricaturistas de 1973 y 1979. También recibió el Premio Reuben al historietista revelación del año por su trabajo en Miss Peach en 1981, y el Silver T-Square Award en 2000.